# Eleni Mandell
Eleni Mandell, née en 1969, est une auteure-compositrice-interprète américaine. Elle habite la ville de Los Angeles (Californie). Ses albums sont actuellement distribués par Zedtone Records, un label indépendant canadien à Toronto (Ontario).

## Discographie
| Année | Titre                                        | Label                       |
| ----- | -------------------------------------------- | --------------------------- |
| 1998  | Wishbone                                     | Mr. Charles Records         |
| 2000  | Thrill                                       | Zedtone Records             |
| 2001  | Turn On the Lights (7")                      | Heart of a Champion Records |
| 2001  | Snakebite                                    | Space Baby Records          |
| 2001  | Country for True Lovers                      | Zedtone Records             |
| 2001  | Los Fishes (split 7" avec Mike Gunther (en)) | Heart of a Champion Records |
| 2004  | Maybe, Yes (EP)                              | Heart of a Champion Records |
| 2004  | Afternoon                                    | Zedtone Records             |
| 2007  | Voxhall and Wuk (Live - Limited Edition)     | Mr. Charles Records         |
| 2007  | Miracle of Five                              | Zedtone Records             |
| 2009  | Artificial Fire                              | Zedtone Records             |